# Olga Guillot
Olga Guillot (ur. 9 października 1922 w Santiago, zm. 12 lipca 2010 w Miami Beach) – kubańska piosenkarka zwana „królową bolero”.

## Życiorys
Olga Guillot była córką katalońskich Żydów, którzy wyemigrowali na Kubę w latach 20. Dorastała w Hawanie. Karierę piosenkarską rozpoczęła w wieku 13 lat, zajmując drugie miejsce w konkursie wokalistów, do którego przystąpiła wraz z siostrą. Razem z siostrą Anną Luisą tworzyły wówczas duet „Las Hermanitas Guillots”. Po II wojnie światowej Guillot koncertowała już w największych nocnych klubach Hawany, a w 1948 roku wyjechała do Nowego Jorku. Po rewolucji kubańskiej mieszkała w Wenezueli, Meksyku i USA. Koncertowała w USA, Ameryce Łacińskiej i na Dalekim Wschodzie, a także odbyła tournée po Europie. W 1963 roku, Guillot otrzymała nagrodę Złotej Palmy jako „najlepszy wokalista bolero z Ameryki Łacińskiej”. W ciągu swojej kariery występowała między innymi u boku Edith Piaf i Franka Sinatry. W dorobku fonograficznym miała  14 złotych i 10 platynowych płyt. Guillot wystąpiła również w ponad 20 filmach, w których zwykle występowała we własnej postaci.